# Skilanglauf-Weltcup in der Lenzerheide
Der Skilanglauf-Weltcup in der Lenzerheide gehört seit der Saison 2013/14 zum Skilanglauf-Weltcup und wird alle zwei Jahre im Wechsel mit Val Müstair ausgetragen. Er wird vom Internationalen Ski-Verband (FIS), durch die Tour de Ski Lenzerheide und ein 11-köpfiges lokales Organisationskomitee organisiert. OK-Präsident ist Hannes Parpan. Die Lenzerheide Marketing und Support AG (Tourismus Organisation Lenzerheide) ist Teil dieses OK und übernimmt dabei das Head Office und die Vermarktung des Events. Die Rennen finden in der Roland Arena in der Gemeinde Lantsch/Lenz statt. Die Streckenlänge variiert alle zwei Jahre.   

## Geschichte
Die Idee einen Weltcup in der Lenzerheide zu veranstalten, kam durch die Kandidatur gemeinsam mit Val Müstair und durch die Gemeinden der Region (Lantsch/Lenz, Vaz/Obervaz & Churwalden) sowie die Tourismus Organisation Lenzerheide Marketing und Support AG, die Langlaufregion Lenzerheide und die Biathlon Arena Lenzerheide. Am 31. Dezember 2013 fand der erste Weltcup in der Lenzerheide im Rahmen der Tour de Ski statt.

## Ergebnisse

### Damen
| Auflage | Saison  | Disziplin                      | Sieger                   | Zweiter                    | Dritter                  |
| ------- | ------- | ------------------------------ | ------------------------ | -------------------------- | ------------------------ |
| 01      | 2013/14 | Sprint Freistil                | Ingvild Flugstad Østberg | Astrid Uhrenholdt Jacobsen | Denise Herrmann          |
| 01      | 2013/14 | 10 km klassisch Massenstart    | Kerttu Niskanen          | Astrid Uhrenholdt Jacobsen | Therese Johaug           |
| 02      | 2015/16 | Sprint Freistil                | Maiken Caspersen Falla   | Ida Ingemarsdotter         | Ingvild Flugstad Østberg |
| 02      | 2015/16 | 15 km klassisch Massenstart    | Therese Johaug           | Ingvild Flugstad Østberg   | Heidi Weng               |
| 02      | 2015/16 | 5 km Freistil Verfolgung       | Ingvild Flugstad Østberg | Therese Johaug             | Heidi Weng               |
| 03      | 2017/18 | Sprint Freistil                | Laurien van der Graaff   | Sophie Caldwell            | Maiken Caspersen Falla   |
| 03      | 2017/18 | 10 km klassisch                | Ingvild Flugstad Østberg | Heidi Weng                 | Sadie Bjornsen           |
| 03      | 2017/18 | 10 km Freistil Verfolgung      | Ingvild Flugstad Østberg | Heidi Weng                 | Jessica Diggins          |
| 04      | 2019/20 | 10 km Freistil Massenstart     | Therese Johaug           | Heidi Weng                 | Ebba Andersson           |
| 04      | 2019/20 | Sprint Freistil                | Anamarija Lampič         | Maiken Caspersen Falla     | Natalja Neprjajewa       |
| 05      | 2021/22 | Sprint Freistil                | Jessie Diggins           | Mathilde Myhrvold          | Anamarija Lampič         |
| 05      | 2021/22 | 10 km Interval Start klassisch | Kerttu Niskanen          | Ebba Andersson             | Natalja Neprjajewa       |

### Männer
| Auflage | Saison  | Disziplin                      | Sieger                 | Zweiter                | Dritter                |
| ------- | ------- | ------------------------------ | ---------------------- | ---------------------- | ---------------------- |
| 01      | 2013/14 | Sprint Freistil                | Simeon Hamilton        | Alex Harvey            | Martin Johnsrud Sundby |
| 01      | 2013/14 | 15 km klassisch Massenstart    | Alexei Poltoranin      | Hannes Dotzler         | Stanislaw Wolschenzew  |
| 02      | 2015/16 | Sprint Freistil                | Federico Pellegrino    | Sergei Ustjugow        | Finn Hågen Krogh       |
| 02      | 2015/16 | 30 km klassisch Massenstart    | Martin Johnsrud Sundby | Petter Northug         | Didrik Tønseth         |
| 02      | 2015/16 | 10 km Freistil Verfolgung      | Martin Johnsrud Sundby | Petter Northug         | Finn Hågen Krogh       |
| 03      | 2017/18 | Sprint Freistil                | Sergei Ustjugow        | Federico Pellegrino    | Lucas Chanavat         |
| 03      | 2017/18 | 15 km klassisch                | Dario Cologna          | Alexei Poltoranin      | Martin Johnsrud Sundby |
| 03      | 2017/18 | 15 km Freistil Verfolgung      | Dario Cologna          | Sergei Ustjugow        | Alexander Bolschunow   |
| 04      | 2019/20 | 15 km Freistil Massenstart     | Sergei Ustjugow        | Johannes Høsflot Klæbo | Alexander Bolschunow   |
| 04      | 2019/20 | Sprint Freistil                | Johannes Klæbo         | Federico Pellegrino    | Richard Jouve          |
| 04      | 2021/22 | Sprint Freistil                | Johannes Høsflot Klæbo | Richard Jouve          | Lucas Chanavat         |
| 04      | 2021/22 | 15 km Interval Start klassisch | Iivo Niskanen          | Alexander Bolschunow   | Pål Golberg            |